# Західноавстралійське плоскогір'я
Західно-Австралійське плоскогір'я — область стародавнього згладженого рельєфу в Західній Австралії. Межі Західноавстралійського плоскогір'я повністю збігаються з однойменним морфоструктурним регіоном.

## Морфологія
Західноавстралійське плоскогір'я відповідає докембрійській платформі, у межах якої в деяких місцях фундамент виходить на поверхню у вигляді високих цокольних плато або брилових масивів. Середня висота Західноавстралійського плоскогір'я — 300—400 м. По краях плоскогір'я припідняте: на північному заході — це бриловий масив Кімберлі заввишки 600—900 м, на сході — брилові масиви Макдонелл і Масґрейв (висота 1200—1500 м), на заході — хребти Дарлінг, Хамерслі (висота 1000—1200 м), які круто обриваються до прибережних акумулятивних низовин. Низовини простягнулись суцільною смугою вздовж окраїн Західноавстралійського плоскогір'я. Середня їх висота близько 150 м. Серед прибережних низовин виділяється низовина Налларбор (у перекладі — жодного дерева). Це карстова рівнина, з'їдена карстовими воронками.
На Західноавстралійському плоскогір'ї широко розповсюджені форми еолової акумуляції — в першу чергу це піщані пустелі, які займають понад 27 % площі австралійських пустель (Велика пустеля Вікторія, Велика Піщана пустеля). Ці пустелі мають своєрідний вигляд через червонуватий колір піску, з рядами дюн, які сягають висоти кількох десятків метрів. Досить поширені тут і щебенисті пустелі (гіббер) (південна частина пустелі Гібсона, підніжжя гір Макдонелл), які приурочені до цокольних підвищених рівнин. Глинисто-солонцюваті пустелі і напівпустелі знаходяться на рівнині Солоних озер, де нараховується близько 400 озер.

## Корисні копалини
Західноавстралійське плоскогір'я багате на золото, нікелеву, залізну руду, марганець, олово, мідь, боксити.
На Західноавстралійському плоскогір'ї сформувалися такі типи клімату, як: субекваторіальний, тропічний сухий, субтропічний середземноморський і субтропічний континентальний. Тому тут спостерігаються значні кліматичні контрасти.

## Клімат
На півночі в субекваторіальному поясі літо спекотне (+25… +28°С) і вологе (дмуть північно-західні екваторіальні мусони), зима тепла (+20… +24°С) і суха (дмуть південно-східні пасати). Річна кількість опадів зменшується з півночі на південь від 1200 мм до 400 мм.
Центральна частина Західноавстралійського плоскогір'я лежить у межах сухого тропічного клімату, де цілий рік панують південно-східні пасати. Середня річна кількість опадів зазвичай не перевищує 300 мм. Лише на східних схилах гірських масивів випадає від 300 до 500 мм, оскільки пасат дає там орографічні дощі. Зимові перепади температур у центральних частинах регіону сягають 30°С за добу при середній температурі +10…+16°С. Іноді бувають заморозки, які пов'язані не тільки з сильним випромінюванням, а й із вторгненням холодних повітряних мас із півдня. Літо спекотне з середніми температурами +28… 32°С і максимальними +50°С.
Південно-західна частина цього регіону лежить у субтропічному поясі, середземноморській області з теплим сухим літом і прохолодною вологою зимою (опади приносять західні вітри). Кількість опадів знижується від 1000 мм на заході до 300 мм на сході. Рівнина Налларбор знаходиться в субтропічному сухому кліматі (опадів випадає менше 300 мм).
Майже все Західноавстралійське плоскогір'я бідне на водні ресурси. Тільки його окраїни (особливо північна і південно-західна) та найвологіші схили гір розчленовані густою мережею русел, які наповнюються водою в сезон дощів (на півночі — влітку, на південному заході — взимку). Лише деякі річки не пересихають. У найсухіших центральних частинах, де дощі випадають епізодично і не кожен рік, немає сухих русел, зате по всій території розкидані численні озера. Особливо їх багато на південному заході. Це так звані залишкові басейни. Разом із сухими руслами вони свідчать про існування більш вологого клімату в недавньому геологічному минулому. Зараз більшу частину року вони залишаються сухими і покритими білосніжною кіркою солі, яка виблискує на сонці, або густою в'язкою багнюкою. Після дощів вони заповнюються водою, котра швидко випаровується. Зовсім відсутні поверхневі водотоки на рівнині Налларбор, але під землею є густа гідрографічна мережа з численними виходами в береговому обриві.
Серед ландшафтів плоскогір'я переважають пустельні та напівпустельні. У пустелях Австралії відсутні оази, які так оживляють ландшафти Сахари. Але в цілому вони не виглядають безжиттєвими, оскільки тут незначні площі не мають зовсім рослинного покриву. Це пояснюється підвищеною вологістю «червоних пісків» і порівняно неглибоким заляганням ґрунтових вод. Піщані гряди закріплені спініфексом (злаки з жорстким, колючим, гострим листям заввишки понад 1 м), у міжгрядових зниженнях переважає чагарникова рослинність (акації й евкаліпти). Кам'янисті пустелі вкриті заростями акацій. Найбідніша рослинність у пустелі Налларбор, хоча опадів тут випадає дещо більше, ніж у внутрішніх районах, але всі вони поглинаються тріщинуватими вапняками. Безводна кам'яниста поверхня рівнини покрита тільки рідкими чагарниками лебеди та кураю.

## Ландшафт
В ландшафтах Західноавстралійського плоскогір'я значно більше місця, порівняно з іншими материками, займають напівпустелі, їх існування підтримується більш значними, ніж в Африці і Південній Америці опадами, завдяки проникненню далеко на південь літніх мусонів і на північ зимових циклональних дощів. У напівпустелях переважають скреби на бурих і засолених ґрунтах. На півночі скреби змінюються саванами й евкаліптовими рідколіссями. На південному заході напівпустелі змінюються чагарниковими степами, твердолистяними лісами і чагарниками, евкаліптовими лісами.
Величезні території Західноавстралійського плоскогір'я освоєні дуже слабо. Землеробство в багатьох регіонах неможливе через відсутність води. По окраїнах регіону і поблизу гірських масивів, де опадів випадає більше, є поселення аборигенів і міста, заселені англо-австралійцями. Населення зростає по мірі розширення видобутку корисних копалин. Північна частина регіону використовується переважно для випасу великої рогатої худоби, овець, у деяких місцях вирощують цукрову тростину, бавовник, рис.
Найосвоєніша південно-західна частина Західноавстралійського плоскогір'я, де значні території зайняті посівами пшениці, ячменю, садами і виноградниками, сіяними пасовищами.
Велику роль відіграє розвиток туризму, центром якого є м. Аліс-Спрінгс біля підніжжя гір Макдонелл. Головний об'єкт паломництва туристів столова гора Айерс-Рок. Тут у результаті дефляції гори мають надзвичайно цікаві форми. У південній частині регіону утворений крупний національний парк Грейт-Вікторія-Дезерт (Велика пустеля Вікторія), об'єктом якого є природа пустелі з її своєрідним рельєфом і тваринним світом.